# بلیر (تنسی)
بلیر (به انگلیسی: Blair) یک منطقهٔ مسکونی در ایالات متحده آمریکا است که در شهرستان روان، تنسی واقع شده‌است. بلیر ۲۶۸ متر بالاتر از سطح دریا واقع شده‌است.